# Cantó de Flers-Nord
El cantó de Flers-Nord és un cantó francès del departament de l'Orne, situat al districte d'Argentan. Té 7 municipis i el cap es Flers.

## Municipis
- Aubusson
- La Bazoque
- Caligny
- Cerisy-Belle-Étoile
- Flers (part)
- Montilly-sur-Noireau
- Saint-Georges-des-Groseillers

## Història
| Data d'elecció                           | Identitat           | Partit          | Qualitat |
| ---------------------------------------- | ------------------- | --------------- | -------- |
| 1945-1973                                | Émile Halbout       | MRP, després CD |          |
| 1973-1979                                | Pierre Vander Gucht | Divers droite   |          |
| 1979-1982                                | Michel Lambert      | PS              |          |
| 1982-1992                                | Jean Douard         | Divers droite   |          |
| 1992-1998                                | Jean Goujon         | Divers gauche   |          |
| 1998-                                    | Gérard Colin        | Divers gauche   |          |
| les dades anteriors no són pas conegudes |                     |                 |          |
|                                          |                     |                 |          |